# Nicrophorus marginatus
Nicrophorus marginatus – gatunek chrząszcza z rodziny omarlicowatych.
Chrząszcz o ciele długości od 13,9 do 22 mm. Ma czułki z całkiem pomarańczową buławką. Przedplecze ma prawie trapezowate, o wąsko rozszerzonych brzegach bocznych i szerokim brzegu podstawowym, opatrzone wklęśnięciem poprzecznym na przodzie. Na każdej pokrywie występują zwykle dwie poprzeczne plamy barwy pomarańczowej, zwykle połączone z boku. Tylko pierwsza z tych przepasek zwykle sięgająca szwu. Wtórnie plamy te mogą ulegać jednak redukcji do kropek. Epipleury pokryw pomarańczowe. Przód przednich bioder porastają szczecinki o długości połowy tych na barkach. Zapiersie i metepimeron porastają żółte włoski.
Owad padlinożerny. Preferuje łąki i inne otwarte tereny trawiaste. Zimuje jako imagines.
Gatunek nearktyczny. Rozprzestrzeniony od południowej Kanady przez prawie całe Stany Zjednoczone (bez Florydy i północno-zachodniego Waszyngtonu po północ Meksyku.